# Microporina articulata
Microporina articulata is een mosdiertjessoort uit de familie van de Microporidae. De wetenschappelijke naam van de soort is, als Cellularia articulata, voor het eerst geldig gepubliceerd in 1821 door Fabricius.